# Zhang Hai’ou

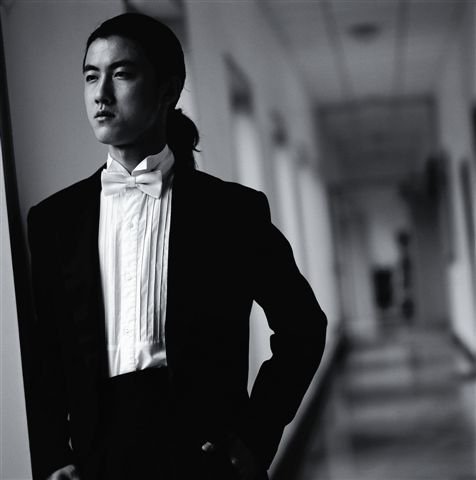
Haiou Zhang

Haiou Zhang  (chinesisch 张海鸥, Pinyin Zhāng Hǎi’ōu; * 1. September 1984 in Hohhot, Hauptstadt des Autonomen Gebietes Innere Mongolei in der Volksrepublik China) ist ein chinesischer Pianist.

## Leben

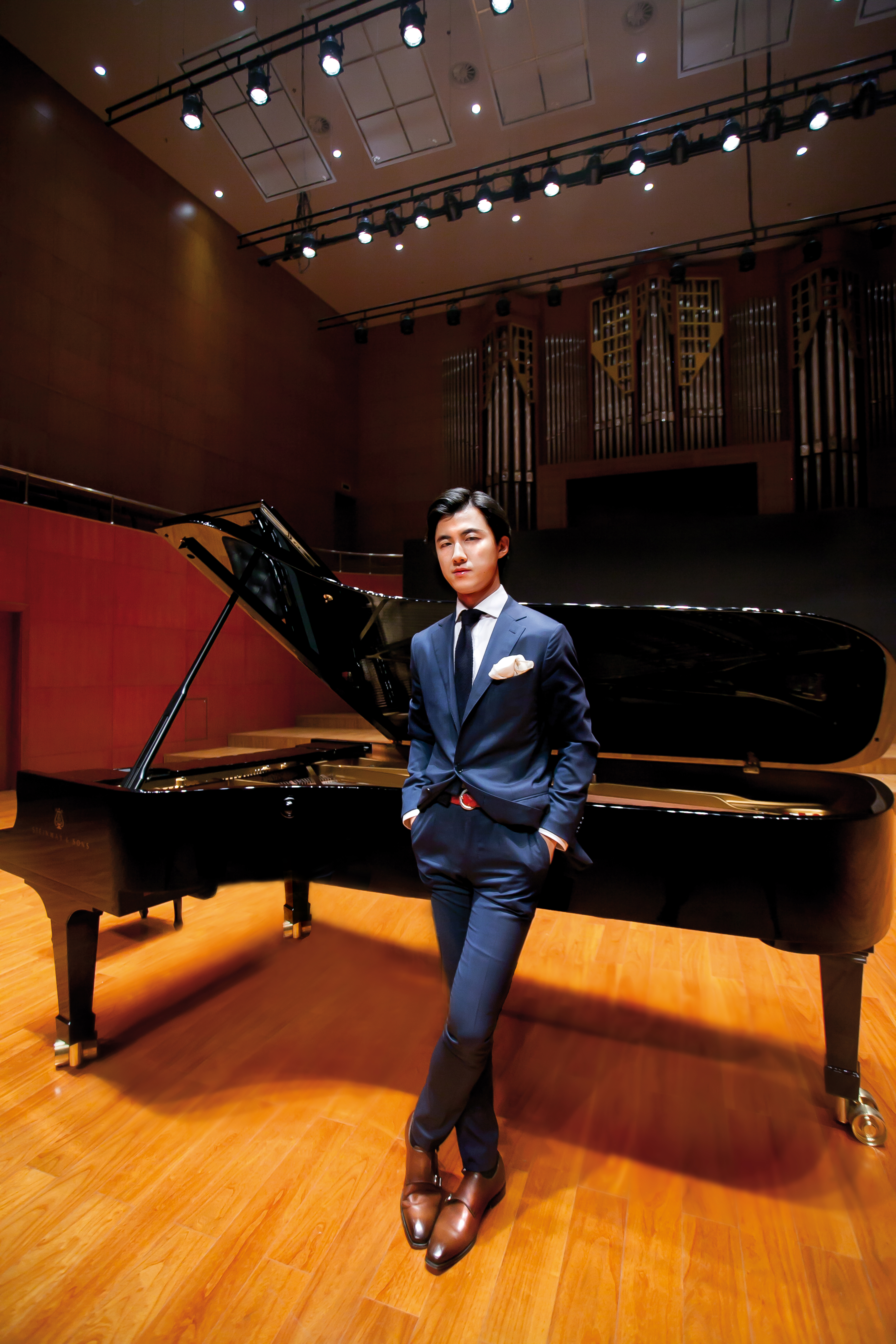
Haiou Zhang auf Konzerttournee in China (2020)

Zhang wurde als Zehnjähriger am Central Conservatory of Music in Peking aufgenommen und schloss sein Diplom mit besonderer Auszeichnung ab. Anschließend studierte er an der Hochschule für Musik und Theater Hannover bei Bernd Goetzke.
Zhang Hai’ou konzertiert regelmäßig in Europa, Südamerika, Nordamerika und Asien. Er gastierte bei zahlreichen Festivals wie z. B. Kissinger Sommer, Festspiele Mecklenburg-Vorpommern, Schleswig-Holstein Musik Festival, Mozartiade Augsburg, Würzburger Bachtage, Braunschweig Classix Festival, sowie dem Festival International de Musique de Besançon. Zhang arbeitet mit international namhaften Orchestern zusammen und kann auf zahlreiche Fernsehauftritte, CD-Einspielungen sowie Rundfunkmitschnitte zurückblicken.
Zhang Hai’ou gab bereits in jungem Alters bereits internationale Meisterkurse. So wurde er zur Kurstätigkeit nach Kanada, in die USA, nach Deutschland sowie in die Volksrepublik China eingeladen. 2015 wurde er Ehrenprofessor an der Kunsthochschule der Inneren Mongolei (chinesisch 内蒙古艺术学院) in seiner Geburtsstadt Hohhot.

## International Music Festival Buxtehude, Altes Land und Harburg
2010 gründete Haiou Zhang sein eigenes Musikfestival in Buxtehude bei Hamburg. Die Philosophie des Festivals besteht darin, klassische Musik jungen Menschen näherzubringen und junge Talente zu fördern. 

## Veröffentlichungen Rezeption
2011 veröffentlichte Haiou Zhangs eine CD mit Werken von Franz Liszt  beim Label Hänssler Classic. Sie erhielt eine Reihe positiver Kritiken. Weitere 5 CD-Einspielungen sind Mozart Piano Concertos Nos. 20 & 21, Fingerprints und Mozart Piano Concertos Nos. 12 & 13, „MY 2020“ sowie Glinkas Sestetto Originale und Dvorak Klavierquintett. 